# Panenský Týnec
Panenský Týnec (deutsch Jungfernteinitz) ist ein Městys in Tschechien. Er liegt zehn Kilometer südöstlich von Louny und gehört zum Okres Louny.

## Geographie
Der Ort befindet sich auf einer Anhöhe zwischen dem Žerotínský potok und dem Úherecký potok nordöstlich des Waldgebietes Týnecký les. Panenský Týnec liegt an der Staatsstraße 7 zwischen Louny und Slaný, die südlich des Fleckes in einer Ortsumgehung vorbeigeführt wird. Nördlich von Panenský Týnec befindet sich ein Sportflugplatz mit asphaltierter Start- und Landebahn.
Nachbarorte sind Vrbno nad Lesy im Norden, Úherce im Osten, Pacov und Hořešovičky im Südosten, Žerotín im Süden, Hříškov im Westen sowie Bedřichovice, Sulec, Toužetín und Donín im Nordwesten.

## Geschichte

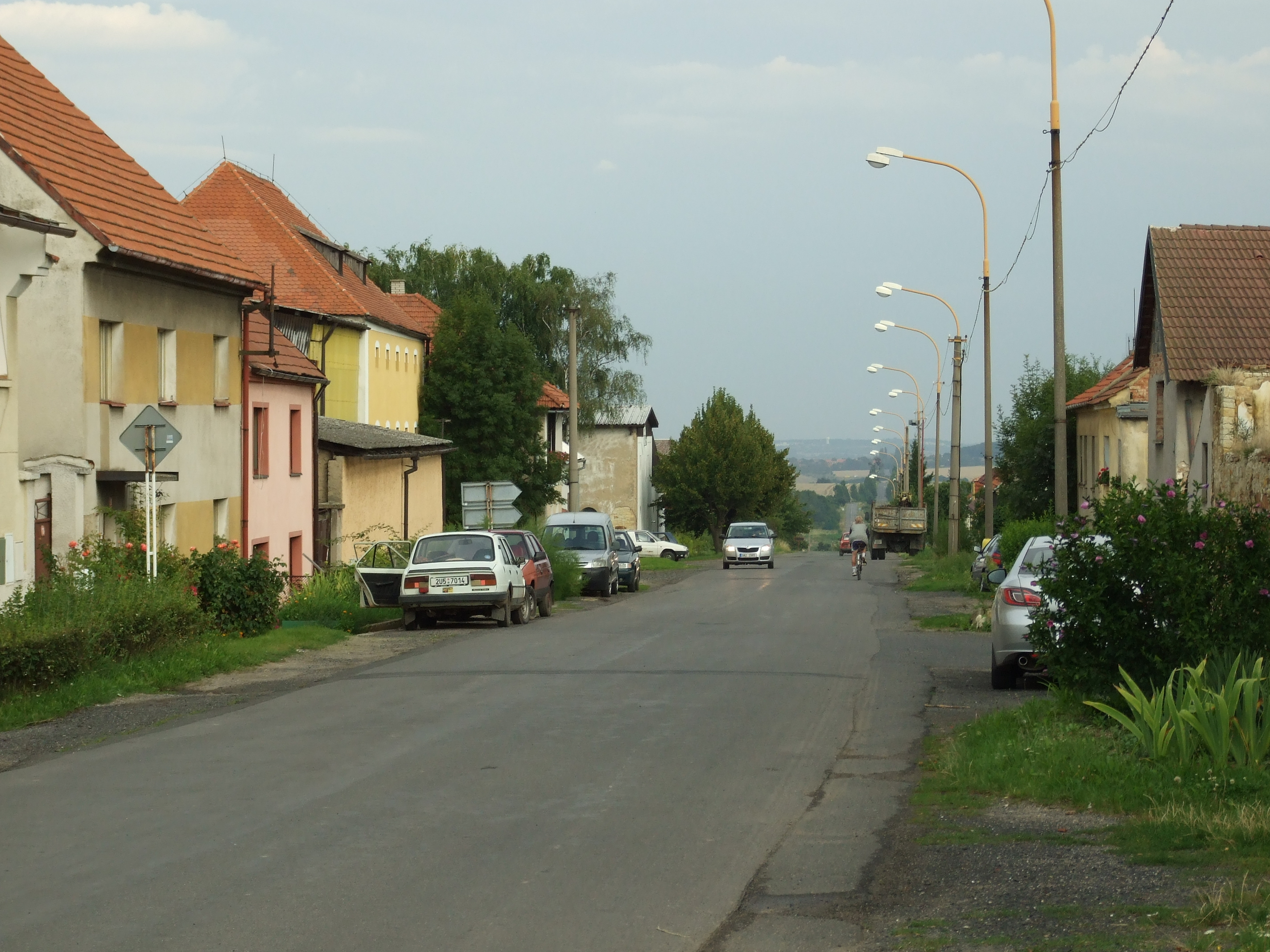
Hauptstraße

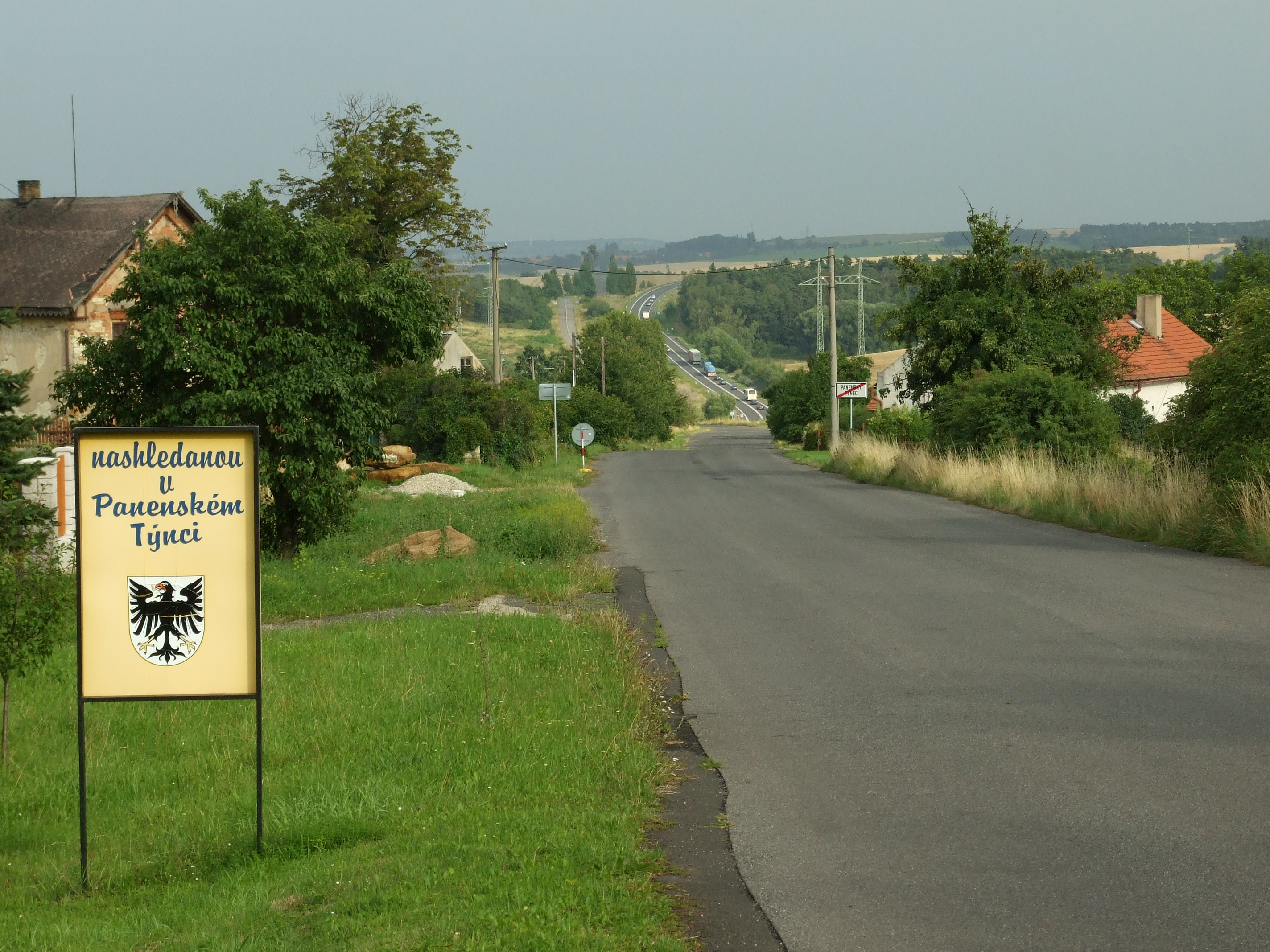
Südsicht von Panenský Týnec

Die erste urkundliche Erwähnung über den Ort Týn am Königsweg von Prag nach Sachsen stammt aus einer Schrift des Klosters Kladruby, die von 1115 datiert ist. Eine erneute Erwähnung als klösterliches Dorf stammt aus dem Jahre 1186.
In der 2. Hälfte des 13. Jahrhunderts kam Týnec zur Herrschaft der Burg Žirotín. Habart von Žerotín stiftete gemeinsam mit seinen Söhnen Jaroslav und Plichta 1280 als Dank für die Heilung seiner Frau Scholastika von Sternberg von der Unfruchtbarkeit durch Agnes von Prag ein Kloster der Klarissen, in dem die Hl. Agnes wahrscheinlich auch ihre letzten Lebensjahr verbrachte.
Habart förderte das Kloster, ließ den Ort erweitern und verlieh 1321 ihm Marktrechte. Das Städtchen wurde zur Unterscheidung von gleichnamigen Orten anfänglich als Žirotský Týnec bezeichnet, doch des Klosters wegen gab ihm das Volk den Namen Panenský Týnec bzw. Jungfernteinitz.
Zum weiteren Ausbau als Zentrums der Herrschaft Žirotín sollte in Žirotský Týnec eine dreischiffige gotische Hallenkirche entstehen, als deren Bau die Handschrift der Werkstatt Peter Parlers trägt und die nie vollendet wurde. 1380 brannte das Kloster aus und wurde wieder aufgebaut. 1420 zogen die Klarissen von Prag nach Panenský Týnec. Während der Hussitenkriege wurde das Kloster geplünder und gebrandschatzt und 1443 begann der Wiederaufbau. Als 1467 mit Jaroslav Plichta von Žerotín die Linie im Mannesgeschlecht erlosch, fiel das Erbe an die Lobkowitz. Die Äbtissin Anna von Leitmeritz ließ das Kloster 1548 umbauen.
Als das Städtchen im Dreißigjährigen Krieg niedergebrannt wurde, bezogen die Ordensschwestern von Panenský Týnec 1640 wieder das Kloster der Hl. Agnes in Prag. Die Klosterkirche der Hl. Dreifaltigkeit brannte 1722 nieder, die frühere Begräbniskirche der Herren von Žerotín wurde danach abgetragen. 1730 begann der Verkauf der im Kloster produzierten Medizin „Tropfen der Hl. Agnes“. Im Zuge der Josephinischen Reformen wurde das Kloster 1782 aufgehoben; damit zerschlug sich auch die vorgesehene Gründung einer Armenschule für Mädchen durch die Klarissen. Das klösterliche Inventar wurde versteigert, und die Immobilien fielen an den Religionsfonds.
1797 kaufte der Prager Kaufmann Jan Tuscany Jungfernteinitz und errichtete einen Handels- und Umschlagstützpunkt an der Handelsstraße von Prag nach Leipzig. Am 19. August 1813 trafen sich Kaiser Franz I. und König Friedrich Wilhelm III. in Jungfernteinitz mit dem Zaren Alexander I., der im Ort sein Nachtlager genommen hatte. 1846 legten in Jungfernteinitz 861 Menschen. Nach der Ablösung der Patrimonialherrschaften wurde Jungfernteinitz 1848 zu einer selbstständigen Marktgemeinde.
Durch die Eisenbahn verlor die Straße von Prag nach Leipzig und damit auch Jungfernteinitz an Bedeutung. Besitzer des Klostergutes wurde 1856 der Prager Kaufmann Albert Renner, der es 1871 an Theresia von Herberstein verkaufte. 1910 hatte der Ort 752 Einwohner. Im Zuge der Bodenreform erfolgte in den Jahren 1920 und 1921 eine Aufteilung des Grundbesitzes. Seit der zweiten Hälfte des 19. Jahrhunderts ist die Einwohnerzahl stetig rückläufig und sank bis 1930 auf 659 herab. Dieser Bevölkerungsverlust hält auch weiter an. Im Jahr 2006 wurde der Status als Městys erneuert.

## Sehenswürdigkeiten

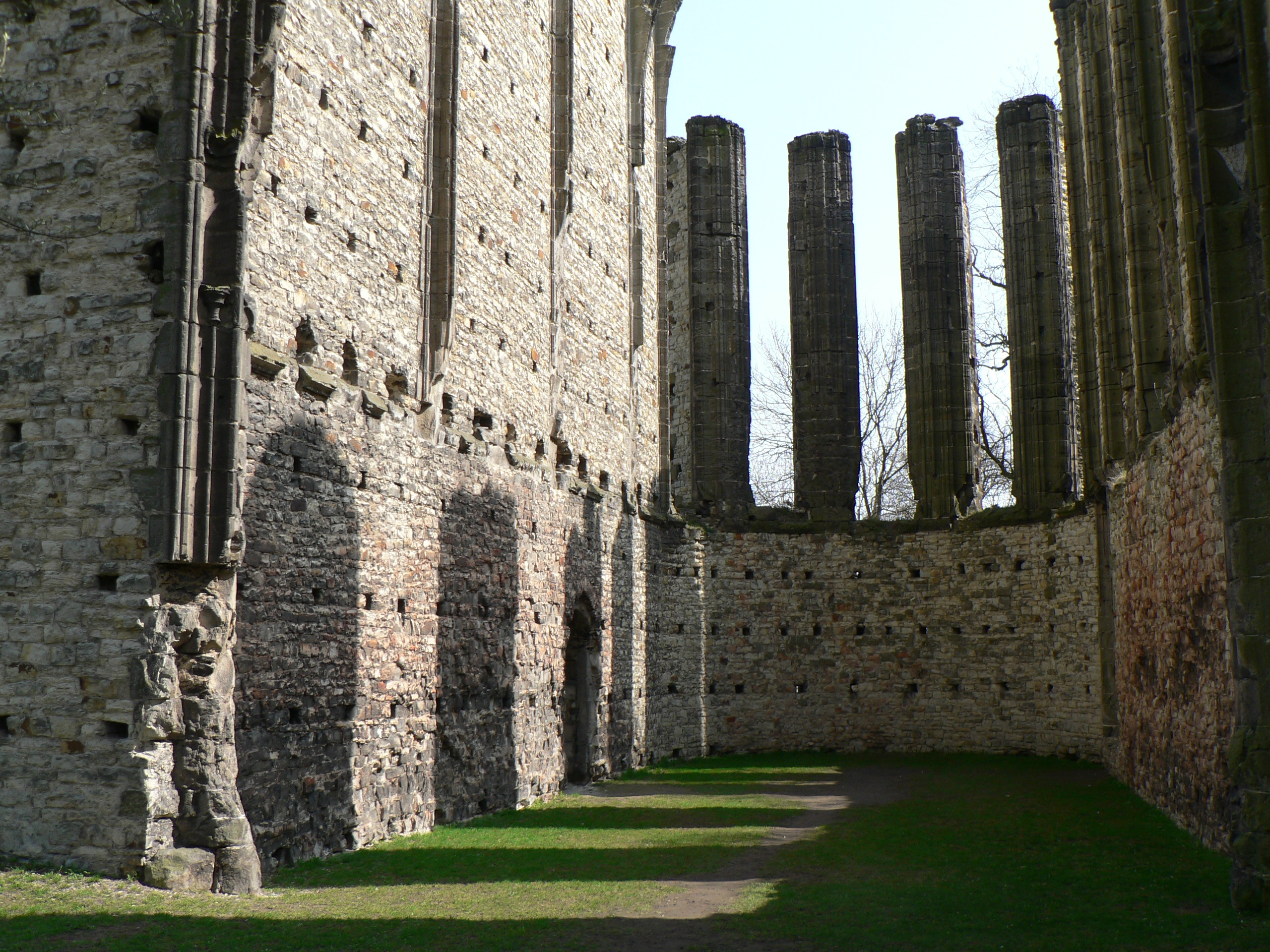
Ruine der Klosterkirche

- Unvollendete Kirche, im 14. Jahrhundert begonnene dreischiffige gotische Hallenkirche, wahrscheinlich von Parler. Den Grundmauern der Kirche wird eine positive Energie nachgesagt und der Platz auch das Trauungsort genützt. Die Ruine war Drehort für Teile der Verfilmung von Karel Jaromír Erbens Kytice durch František A. Brabec (2000) sowie post coitum von Juraj Jakubisko (2004).
- Kloster Panenský Týnec, 1280 gestiftet
- Pfarrkirche St. Georg, 1772 im Barockstil umgebaut, wurde 1722 nach der Zerstörung der Klosterkirche auch durch das Kloster genutzt und 1740 zur Pfarrkirche erhoben
- Kapelle des Hl. Johannes von Nepomuk, vor 1740 an der Ostseite der St.-Georgs-Kirche errichtet
- Schlösschen, 1842 auf dem Klosterhof für Albert Tuscany erbaut, nach dem 2. Weltkrieg verfallen und demoliert
- Tuscany-Gruft auf dem Friedhof, 1800 errichtet und Grablege für Ambrož Tuscany
- Roezl-Gruft auf dem Friedhof, Grablege für den Orchideenforscher Benedict Roezl (1823–1884)
- Kirche St. Blasius bei der heilkräftigen Blasius-Quelle, südöstlich des Dorfes am Žerotínský potok an der Stelle des im Dreißigjährigen Krieg vernichteten Dorfers Pacov. Der Kirchenbau wurde nach 1680 von Jiří Adam II. Martinic auf Smečno und dessen Sohn in Auftrag gegeben. Die Kirche bildet auch den Stoff einer Erzählung von Václav Beneš Třebízský. Die Kirche liegt direkt an der Staatsstraße 7.

## Söhne und Töchter der Gemeinde
- Bohumil Houda (1855–1916), Forschungsreisender und Neffe von Benedict Roezl
- Rudolf Štech (1858–1908), Architekt
- Emil Frída (1853–1912), tschechischer Dichter, bekannt als Jaroslav Vrchlický, als Geburtsort wurde offiziell Louny festgelegt, tatsächlich kam Frída auf der Leipziger Straße zwischen Panenský Týnec und Chlumčany zur Welt.